# Amir Hashemi
Amir Hashemi-Moghaddam (Teheran, 3 juni 1966) is een Iraans voormalig voetballer en huidig voetbaltrainer in Nederland.
Hashemi begon bij Sarbaz FC en kwam op z'n zestiende in het eerste van Esteghlal FC. Op z'n achttiende ging hij in Duitsland studeren en speelde daar bij amateurclub Viktoria Sindlingen maar keerde vanwege heimwee na enkele maanden terug naar Iran. Daar speelde hij eerst weer voor Sarbaz en werd daarna wederom door Estaghlal gecontracteerd. In 1990 liep hij in Engeland tevergeefs stage bij Ipswich Town FC en Plymouth Argyle FC. Bij Torquay United FC mocht hij wel blijven maar hij kwam slechts tot één wedstrijd om de Leyland Daf Trophy. Aansluitend speelde hij kort in Hongarije bij Vasas SC en in de Verenigde Staten voor de San Francisco Bay Blackhawks. Terug in Iran maakte hij deel uit van het team van Esteghlal dat het Aziatisch toernooi voor landskampioenen won in 1991. In 1995 kwam hij naar Nederland waar hij alleen nog op amateurniveau speelde. Hashemi kwam tevens uit voor het Iraans voetbalelftal.
Na zijn spelersloopbaan werd Hashemi trainer in het amateurvoetbal. Tevens is hij actief als scout en spelersbegeleider. Hashemi heeft tevens de Nederlandse nationaliteit. Hij is gehuwd en heeft drie kinderen.